# Дели (Чад)
Дели (фр. Déli) — небольшой город и супрефектура в Чаде, расположенный на территории региона Западный Логон. Входит в состав департамента Лак-Вей.

## Географическое положение
Город находится в юго-западной части Чада, в верховьях реки Пум-Пум (бассейн реки Логон), на высоте 508 метров над уровнем моря.
Населённый пункт расположен на расстоянии приблизительно 382 километров к юго-юго-востоку (SSE) от столицы страны Нджамены.

## Население
По данным официальной переписи 2009 года численность населения Дели составляла 20 290 человек (9795 мужчин и 10 495 женщин). Население супрефектуры по возрастному диапазону распределилось следующим образом: 51,3 % — жители младше 15 лет, 45,6 % — между 15 и 59 годами и 3,1 % — в возрасте 60 лет и старше.

## Транспорт
Ближайший аэропорт расположен в городе Мунду.